# Wierzbice Górne
Wierzbice Górne – wieś w Polsce położona w województwie mazowieckim, w powiecie sokołowskim, w gminie Repki. Ma status sołectwa.
W latach 1975–1998 miejscowość administracyjnie należała do województwa siedleckiego.
Wierni Kościoła rzymskokatolickiego należą do parafii Trójcy Przenajświętszej w Repkach.